# Siamotyrannus
Siamotyrannus (que significa "Tirano siamês") é um gênero de carnossauro do Cretáceo Inferior. Seus fósseis, a bacia e vértebras foram encontradas na Tailândia. Tal como evidenciado pelo seu nome, que foi originalmente pensado para ser um tyrannosauroide, embora ela seja bastante reduzido em 6,5 metros de comprimento. Também foi sugerido que ele podia ser membro dos clados Allosauridae ou Sinraptoridae.